# Сирибеси
Сирибе́си (яп. 後志支庁 Сирибэси-ситё:) — округ в составе губернаторства Хоккайдо (Япония). Столица округа — город Куттян. На октябрь 2005 года население округа составляло 250 066 человек. Официальная площадь округа — 4305,8 км².
Через округ протекает река Сирибэцу.

## История
Округ был создан в 1897 году.

## Состав округа

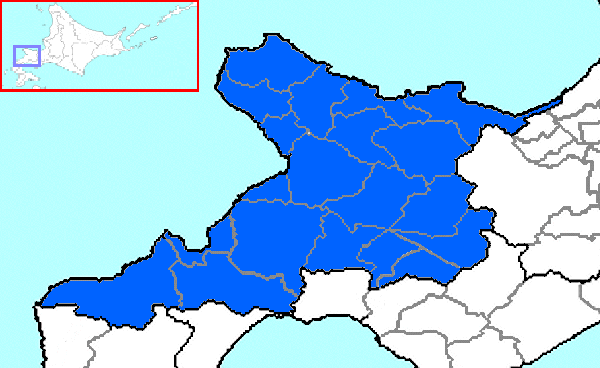
Округ Сирибеси

### Города
- Отару

### Города и деревни уездов
- Абута
  - Кёгоку
  - Кимобэцу
  - Куттян (административный центр округа)
  - Маккари
  - Нисэко
  - Русуцу
- Иванай
  - Иванай
  - Кёва
- Йоити
  - Акаигава
  - Йоити
  - Ники
- Исоя
  - Ранкоси
- Симамаки
  - Симамаки
- Суццу
  - Куромацунай
  - Суццу
- Сякотан
  - Сякотан
- Фурубира
  - Фурубира
- Фуруу
  - Камоэнай
  - Томари